# Decreto dei due terzi
(Madame de Staël)
Il decreto dei due terzi, votato dalla Convenzione termidoriana a fine agosto 1795, stabiliva, nel timore di una maggioranza monarchica, il principio che i due terzi delle nuove assemblee fossero formati da membri della disciolta Convenzione.

## Antefatti

### La lunga caduta dei Giacobini
La prima fase della Rivoluzione francese si era conclusa il 9 termidoro (28 luglio 1794) con l'arresto e la condanna di Robespierre e 103 seguaci, fra i quali Saint-Just. I sopravvissuti deputati montagnardi alla Convenzione, ormai netta minoranza, tentarono, in due riprese, la sollevazione di Parigi: il 12 germinale (1º aprile) ed il 1º pratile (20 maggio).
Lo stesso era accaduto nelle province, ove, successivamente alla repressione delle insurrezioni parigine, era dilagata la repressione della Convenzione termidoriana. E, come nella capitale, essa venne grandemente sostenuta dai monarchici. Tanto che, in opposizione del Terrore dei giacobini, la storiografia francese parla ancor oggi di ‘Terrore bianco’, piuttosto che, più correttamente, di ‘Terrore termidoriano’, preferendo, ove proprio necessario, la più neutra formula di ‘reazione termidoriana’.

### Il recupero dei realisti
In entrambe tali occasioni era stato determinante il sostegno offerto alla convenzione termidoriana dai realisti: questi, allora in piena riorganizzazione e molto rinforzati dalla parte avuta a Parigi, miravano ora ad una 'via costituzionale' al ritorno della monarchia, a quasi tre anni dall'esecuzione, il 21 gennaio 1793, di Luigi XVI. Il di lui figlio maschio, il disgraziato ed innocente Luigi XVII, di undici anni appena compiuti, imprigionato dal 12 agosto 1792 e separato dalla madre dal 3 luglio 1793 morì, nella prigione del Tempio, l'8 giugno 1795, di fame aggravata, forse, dalla tubercolosi. Alla notizia, il 24 giugno, lo zio si proclamò re con il titolo di Luigi XVIII. I monarchici disponevano, quindi, di un nuovo sovrano legittimo: un uomo abile ed intelligente, che rispetto al predecessore, aveva il non piccolo vantaggio di non giacere ostaggio in catene.

### La seconda guerra di Vandea
Tutte queste circostanze, unite all'indiscutibile consenso di cui godeva il partito monarchico, indussero notevoli preoccupazioni in quella parte della Convenzione termidoriana che non intendeva abdicare alla repubblica (ed ai notevoli trasferimenti patrimoniali e sociali che ne erano derivati).
L'occasione per colpire a destra venne loro offerta con la ripresadelle operazioni militari in Vandea, a partire dal 24 giugno, per iniziativa dei realisti, che avevano raccolto una armata di forse 14.000 uomini nella regione di Quiberon agli ordini del Charette. Quella che è passata alla storia come seconda guerra di Vandea, si trasformò in un massacro: il Sombreuil, dal figlio e fratello di ghigliottinati. Questi capitolò il 21 luglio nelle mani di Hoche, sotto condizione che i suoi uomini avessero salva la vita. Questi non rispettò gli impegni e fucilò oltre 750 dei 952 prigionieri.

## La reazione della convenzione termidoriana

### L'occasione per colpire la destra realista
La ferocia dei convenzionali si spiega in parte con la durezza dello scontro (durante la battaglia erano rimasti uccisi 1.200 soldati e 190 ufficiali), in parte con la punizione del tradimento per la rottura dal Trattato di La Jaunaye (e degli accordi successivi). Ma, soprattutto, con la necessità di garantirsi sostegno a sinistra in vista di un possibile scontro con i realisti, che si erano, come detto, molto rinforzati.
Sombreuil ed i suoi uomini sarebbero stati ricordati come gli "Héros de Quiberon", gli eroi del Quiberon, ma la loro azione, ancorché coraggiosa, si era tradotta in un cocente scacco, che aveva messo in serio pericolo le posizioni nel frattempo conquistate, a Parigi, dai monarchici non emigrati. E, infatti, essa segnò uno spartiacque nel rapporto fra le due ali dei sostenitori di Luigi XVIII: da un lato gli "emigrée", dall'altro coloro che erano rimasti in Francia, in genere assai meno radicalizzati.

### Una legge per prevenire la vittoria realista alle elezioni
La maggioranza repubblicana della convenzione termidoriana non tardò a tirare le conseguenze dell'avventato disastro del Quiberon: il 5 e 13 fruttidoro (23 e 31 agosto 1795), vennero approvati i decreti dei due terzi, significativamente gli ultimi votati dalla Convenzione prima del suo scioglimento.
In effetti, essi vennero proposti alla Convenzione solo il 18 agosto 1795, appena quattro giorni prima della approvazione della nuova 'costituzione dell’anno III'. Assai significativa è, altresì, la circostanza che la presentazione della proposta venisse affidata ad un deputato alquanto oscuro, tal Baudin e, ciò nonostante, fosse, lo stesso giorno, approvata.

## Il decreto dei due terzi

### Una limitazione dell'elettorato passivo
I due provvedimenti, passati alla storia come 'decreto dei due terzi', miravano ad assicurare la rielezione della maggioranza dei suoi membri, garantendone la permanenza al potere. Essi prevedevano, infatti, che i 2/3 dei futuri deputati del Consiglio degli Anziani e del Consiglio dei Cinquecento (ovvero 500 delegati su 750) dovessero appartenere alla disciolta Convenzione Nazionale (meglio nota come convenzione termidoriana).

### Il fallito plebiscito popolare
La ratificazione venne affidata al plebiscito popolare, ma solo in apparenza, in quanto la sua approvazione era legata a quella della intera costituzione, in un plebiscito iniziato il 20 fruttidoro (6 settembre).
Questo plebiscito fu, forse, la ultima occasione, prima del 1814, in cui il rimontante partito monarchico tentò di affermare i propri diritti di maggioranza dall'interno del sistema. Solo che decisero di non opporsi direttamente (tale era la fiducia nella correttezza delle elezioni), ma si astenne: il plebiscito ebbe 205.498 «sì» contro 108.754 «no» ed alcuni milioni di astensioni. E, ciò nonostante, fu respinta in 19 dipartimenti. Particolarmente eclatante fu l'insuccesso a Parigi (ove contava anche la opposizione ex-giacobina e montagnarda): votarono contro ben 47 sezioni parigine su 48.

### La fallita reazione realista
Forti di tale sterile successo, i monarchici tentarono una prova di forza: l'insurrezione del 13 vendemmiaio (5 ottobre 1795), condotta dalle ben armate sezioni realiste e moderate di Parigi. L'insurrezione fu però repressa, davanti alla chiesa di San Rocco, dalle truppe fedeli all'Assemblea, guidate da un giovanissimo generale Napoleone Bonaparte, di recente ‘scoperto’ da Paul Barras.